# Dayavan
Dayavan to bollywoodzki remake sławnego filmu tamilskiego w reżyserii Mani Ratnama Nayagan. Tu Vinod Khanna gra rolę zagraną w pierwowzorze przez Kamala Hassana. Obok niego Madhuri Dixit i Feroz Khan, który jest też reżyserem i producentem dramatu. W filmie – sławna scena pocałunku między Madhuri i Vinodem.

## Obsada
- Vinod Khanna – Shakti Vellu / Dayavan
- Feroz Khan – Shanker
- Madhuri Dixit – Neelu
- Amrish Puri – inspektor Ratan Singh
- Anjan Shrivastava – komisarz policji
- Aditya Pancholi – zięć Dayavana
- Amala – Sarita
- Anuradha Patel – Shama
- Aruna Irani – Tara
- Huma Khan – tancerka
- Tinu Anand – syn Ratana Singha
- Ramya Krishna
- Alok Nath – Karim Baba
- Naresh Suri – Tora Swami

## Muzyka i piosenki
Muzykę do filmu skomponował duet Laxmikant-Pyarelal, autorzy muzyki do takich filmów jak „Khalnayak”, „Hum”, „Ram Lakhan”, „Mr. India”, „Tezaab Is Acid”, „Amar Akbar Anthony”, „Bobby (1973)”.
- Aaj Phir Tum Pe
- Chahe Meri Jaan Tu Le Le
- Dil Tera Kisne Toda
- Kare Saiyan Meri Baat
- Pyar Ke Rang Se

## Ciekawostki
- 20 lat później Madhuri Dixit zagrała w parze z synem Vinoda Khanny – Akshaye Khanna w Aaja Nachle.